# Brantley, Alabama
Brantley là một thị trấn thuộc quận Crenshaw, tiểu bang Alabama, Hoa Kỳ. Dân số năm 2009 là 905 người, mật độ đạt 112 người/km².